# Peru az 1980. évi nyári olimpiai játékokon
Peru a szovjetunióbeli Moszkvában megrendezett 1980. évi nyári olimpiai játékok egyik részt vevő nemzete volt. Az országot az olimpián 5 sportágban 28 sportoló képviselte, akik érmet nem szereztek.

## Atlétika
Férfi
| Versenyző       | Versenyszám | Előfutam | Előfutam | Előfutam | Negyeddöntő | Negyeddöntő | Negyeddöntő | Elődöntő | Elődöntő | Elődöntő | Döntő   | Döntő    |
| Versenyző       | Versenyszám | Idő      | Hely.    | Össz.    | Idő         | Hely.       | Össz.       | Idő      | Hely.    | Össz.    | Idő     | Helyezés |
| --------------- | ----------- | -------- | -------- | -------- | ----------- | ----------- | ----------- | -------- | -------- | -------- | ------- | -------- |
| José Luis Elias | 100 m       | 13,66    | 8.       | 65.      | kiesett     | kiesett     | kiesett     | kiesett  | kiesett  | kiesett  | kiesett | kiesett  |

| Versenyző  | Versenyszám | 100 m | 100 m | Távolugrás | Távolugrás | Súlylökés | Súlylökés | Magasugrás | Magasugrás | 400 m | 400 m | 110 m gát | 110 m gát | Diszkoszvetés | Diszkoszvetés | Rúdugrás | Rúdugrás | Gerelyhajítás | Gerelyhajítás | 1500 m     | 1500 m     | Végeredmény   | Végeredmény   |
| Versenyző  | Versenyszám | Idő   | Pont  | Eredmény   | Pont       | Eredmény  | Pont      | Eredmény   | Pont       | Idő   | Pont  | Idő       | Pont      | Eredmény      | Pont          | Eredmény | Pont     | Eredmény      | Pont          | Idő        | Pont       | Pont          | Helyezés      |
| ---------- | ----------- | ----- | ----- | ---------- | ---------- | --------- | --------- | ---------- | ---------- | ----- | ----- | --------- | --------- | ------------- | ------------- | -------- | -------- | ------------- | ------------- | ---------- | ---------- | ------------- | ------------- |
| Miro Ronac | Tízpróba    | 11,88 | 605   | 672 cm     | 761        | 12,60 m   | 639       | 191 cm     | 779        | 52,45 | 701   | 17,19     | 645       | 46,42 m       | 808           | 440 cm   | 909      | 56,34 m       | 716           | nem indult | nem indult | nem ért célba | nem ért célba |

| Versenyző     | Versenyszám | Selejtező | Selejtező | Döntő    | Döntő    |
| Versenyző     | Versenyszám | Eredmény  | Helyezés  | Eredmény | Helyezés |
| ------------- | ----------- | --------- | --------- | -------- | -------- |
| Ronald Raborg | Távolugrás  | 685 cm    | 28.       | kiesett  | kiesett  |

Női
| Versenyző       | Versenyszám | Előfutam | Előfutam | Előfutam | Negyeddöntő | Negyeddöntő | Negyeddöntő | Elődöntő | Elődöntő | Elődöntő | Döntő   | Döntő    |
| Versenyző       | Versenyszám | Idő      | Hely.    | Össz.    | Idő         | Hely.       | Össz.       | Idő      | Hely.    | Össz.    | Idő     | Helyezés |
| --------------- | ----------- | -------- | -------- | -------- | ----------- | ----------- | ----------- | -------- | -------- | -------- | ------- | -------- |
| Carmela Bolivár | 100 m       | 12,07    | 7.       | 28.      | kiesett     | kiesett     | kiesett     | kiesett  | kiesett  | kiesett  | kiesett | kiesett  |
| Carmela Bolivár | 200 m       | 25,33    | 4.       | 29.      | kiesett     | kiesett     | kiesett     | kiesett  | kiesett  | kiesett  | kiesett | kiesett  |

| Versenyző         | Versenyszám   | Selejtező | Selejtező | Döntő    | Döntő    |
| Versenyző         | Versenyszám   | Eredmény  | Helyezés  | Eredmény | Helyezés |
| ----------------- | ------------- | --------- | --------- | -------- | -------- |
| Patricia Guerrero | Gerelyhajítás | 45,42 m   | 20.       | kiesett  | kiesett  |

## Birkózás
Szabadfogású
| Versenyző       | Versenyszám | 1. forduló                      | 2. forduló                                 | 3. forduló                            | 4. forduló        | 5. forduló        | Döntő             | Helyezés    |
| Versenyző       | Versenyszám | Ellenfél Eredmény               | Ellenfél Eredmény                          | Ellenfél Eredmény                     | Ellenfél Eredmény | Ellenfél Eredmény | Ellenfél Eredmény | Helyezés    |
| --------------- | ----------- | ------------------------------- | ------------------------------------------ | ------------------------------------- | ----------------- | ----------------- | ----------------- | ----------- |
| Carlos Hurtado  | 57 kg       | Mohammad Halilula (AFG) · 12–11 | Dugarsürengiin Oyuunbold (MGL) · kétvállas | Karim Salman Muhsin (IRQ) · kétvállas | kiesett           | kiesett           | kiesett           | helyezetlen |
| Miguel Zambrano | +100 kg     | Matthew Clempner (GBR) · 11–5   | Arturo Díaz (CUB) · kizárták               | Adam Sandurski (POL) · kétvállas      | kiesett           |                   | kiesett           | helyezetlen |

## Röplabda

### Női
| Perui női röplabdacsapat-játékoskeret                                                     | Perui női röplabdacsapat-játékoskeret                                                       |
| ----------------------------------------------------------------------------------------- | ------------------------------------------------------------------------------------------- |
| - Ana Cecilia Carrillo - Natalia Málaga - Aurora Heredia - Carmen Pimentel - Cecilia Tait | - Gaby Cárdeñas - Gina Torrealva - María Cecilia del Risco - Raquel Chumpitaz - Silvia León |

#### Eredmények
Csoportkör
A csoport
|                   |      | Mérkőzések | Mérkőzések | Szettek | Szettek | Szettek | Pontok | Pontok | Pontok |
| Csapat            | Pont | Gy         | V          | Sz+     | Sz–     | SzA     | P+     | P–     | PA     |
| ----------------- | ---- | ---------- | ---------- | ------- | ------- | ------- | ------ | ------ | ------ |
| Szovjetunió (URS) | 6    | 3          | 0          | 9       | 2       | 4,500   | 153    | 99     | 1,545  |
| NDK (GDR)         | 5    | 2          | 1          | 7       | 6       | 1,167   | 166    | 160    | 1,038  |
| Kuba (CUB)        | 4    | 1          | 2          | 4       | 6       | 0,667   | 117    | 117    | 1,000  |
| Peru (PER)        | 3    | 0          | 3          | 3       | 9       | 0,333   | 108    | 168    | 0,643  |

| 1980. július 21. 19:30 | Szovjetunió (URS)        | 3–1 | Peru (PER) |  |
| 1980. július 21. 19:30 | (15–2, 7–15, 15–4, 15–9) |     |            |  |

| 1980. július 23. 19:30 | Kuba (CUB)         | 3–0 | Peru (PER) |  |
| 1980. július 23. 19:30 | (15–6, 15–5, 15–6) |     |            |  |

| 1980. július 25. 19:30 | NDK (GDR)                          | 3–2 | Peru (PER) |  |
| 1980. július 25. 19:30 | (15–10, 15–17, 11–15, 15–10, 15–9) |     |            |  |

Az 5–8. helyért
| 1980. július 27. 17:30 | Peru (PER)           | 3–0 | Románia (ROU) |  |
| 1980. július 27. 17:30 | (15–12, 15–9, 15–11) |     |               |  |

Az 5. helyért
| 1980. július 29. 18:00 | Kuba (CUB)                | 3–1 | Peru (PER) |  |
| 1980. július 29. 18:00 | (15–9, 15–7, 12–15, 15–5) |     |            |  |

| Csapat     | Helyezés |
| ---------- | -------- |
| Peru (PER) | 6.       |

## Sportlövészet
Nyílt
| Versenyző            | Versenyszám           | Pont | Helyezés |
| -------------------- | --------------------- | ---- | -------- |
| Pedro García         | Gyorstüzelő pisztoly  | 584  | 25.      |
| Carlos Hora          | Szabadpisztoly        | 551  | 18.      |
| Oscar Caceres        | Sportpuska, összetett | 1117 | 30.      |
| Oscar Caceres        | Sportpuska, fekvő     | 590  | 38.      |
| Justo Moreno         | Sportpuska, fekvő     | 589  | 42.      |
| Justo Moreno         | Sportpuska, összetett | 1133 | 28.      |
| Francisco Boza       | Trap                  | 169  | 32.      |
| Juan Jorge Giha, Jr. | Skeet                 | 190  | 25.      |
| Walter Perón         | Skeet                 | 181  | 40.      |

## Úszás
Férfi
| Versenyző            | Versenyszám  | Előfutam | Előfutam | Előfutam | Elődöntő | Elődöntő | Elődöntő | Döntő   | Döntő    |
| Versenyző            | Versenyszám  | Idő      | Hely.    | Össz.    | Idő      | Hely.    | Össz.    | Idő     | Helyezés |
| -------------------- | ------------ | -------- | -------- | -------- | -------- | -------- | -------- | ------- | -------- |
| José María Larrañaga | 400 m gyors  | 4:11,06  | 7.       | 27.      |          |          |          | kiesett | kiesett  |
| José María Larrañaga | 1500 m gyors | 16:27,90 | 7.       | 17.      |          |          |          | kiesett | kiesett  |
| Daniel Ayora         | 100 m hát    | 1:03,93  | 7.       | 29.      | kiesett  | kiesett  | kiesett  | kiesett | kiesett  |
| Daniel Ayora         | 200 m hát    | 2:17,12  | 6.       | 24.      |          |          |          | kiesett | kiesett  |

Női
| Versenyző       | Versenyszám    | Előfutam | Előfutam | Előfutam | Döntő   | Döntő    |
| Versenyző       | Versenyszám    | Idő      | Hely.    | Össz.    | Idő     | Helyezés |
| --------------- | -------------- | -------- | -------- | -------- | ------- | -------- |
| Celeste García  | 100 m gyors    | 1:02,44  | 5.       | 22.      | kiesett | kiesett  |
| Celeste García  | 200 m gyors    | 2:13,05  | 6.       | 21.      | kiesett | kiesett  |
| Celeste García  | 100 m pillangó | 1:06,25  | 6.       | 21.      | kiesett | kiesett  |
| Celeste García  | 200 m pillangó | 2:26,07  | 7.       | 21.      | kiesett | kiesett  |
| María Pia Ayora | 400 m gyors    | 4:46,90  | 6.       | 18.      | kiesett | kiesett  |
| María Pia Ayora | 100 m mell     | 1:20,46  | 7.       | 22.      | kiesett | kiesett  |
| María Pia Ayora | 400 m vegyes   | 5:27,19  | 5.       | 16.      | kiesett | kiesett  |